# Patricia Hitchcock

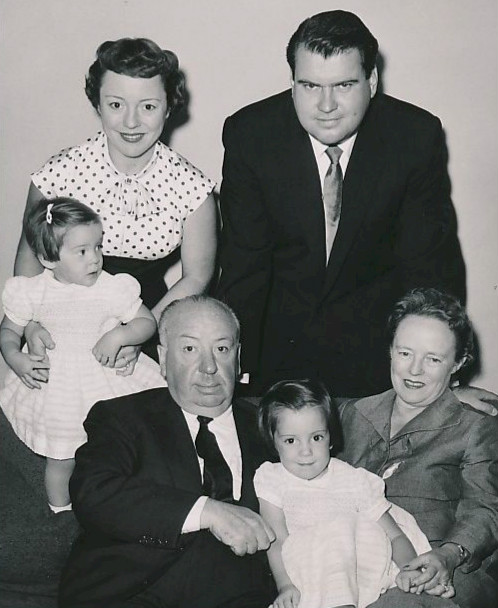
Familjen Hitchcock, cirka 1955. I övre raden Patricia (längst upp till vänster) med sin man och ett av deras barn, och med föräldrarna Alfred och Alma med Patricias andra barn nedanför.

Patricia Alma Hitchcock O'Connell, känd som Pat Hitchcock,  född 7 juli 1928 i London, död 9 augusti 2021 i Thousand Oaks, Kalifornien, var en brittisk-amerikansk skådespelare och producent. Hon är det enda barnet till regissören Alfred Hitchcock (1899–1980) och manusförfattaren Alma Reville (1899–1982). Patricia Hitchcock har haft flera roller i filmer, bland annat Rampfeber från 1950, som regisserades av hennes far. Hon spelade även rollen som Caroline i skräckfilmen Psycho år 1960. Patricia Hitchcock gick på senare år över till att arbeta som producent bland annat för dokumentären The Man on Lincoln's Nose från år 2000.